# توفيا
توفيا هي كومونا (بلدية) تقع في مقاطعة رييتي في اقليم لاتيوم الإيطالي، تقع على بعد 40 كيلومتر (25 ميل) تقريباً، شمال شرق روما وحوالي 25 كيلومتر (16 ميل) جنوب غرب رييتي .

## الموقع
تقع مدينة توفيا على حدود البلديات التالية: كاستلنوافو دي فارفا،فارا في سابينا، نيرولا، بوجيو ناتيفو.

## روابط خارجية
- الموقع الرسمي